# Zgierzynka
Zgierzynka (prononciation : [zɡʲɛˈʐɨnka]) est un village polonais de la gmina de Lwówek dans le powiat de Nowy Tomyśl de la voïvodie de Grande-Pologne dans le centre-ouest de la Pologne.
Il se situe à environ 5 kilomètres à l'est de Lwówek (siège de la gmina), à 19 kilomètres au nord-est de Nowy Tomyśl (siège du powiat) et à 46 kilomètres à l'ouest de Poznań (capitale régionale).

## Histoire
De 1975 à 1998, le village faisait partie du territoire de la voïvodie de Poznań.

Depuis 1999, Zgierzynka est situé dans la voïvodie de Grande-Pologne.
Le village possède une population de 336 habitants en 2011.